# آیداویل (پنسیلوانیا)
آیداویل (به انگلیسی: Idaville) یک منطقهٔ مسکونی در ایالات متحده آمریکا است که در شهرستان آدامز، پنسیلوانیا واقع شده‌است. آیداویل ۱٫۸ کیلومتر مربع مساحت و ۱۷۷ نفر جمعیت دارد و ۲۴۵٫۰۶ متر بالاتر از سطح دریا واقع شده‌است.